# Fernando Maura
Fernando Maura Barandiarán (ur. 30 kwietnia 1955 w Bilbao) – hiszpański prawnik, adwokat, działacz samorządowy, publicysta i polityk, długoletni poseł do parlamentu Kraju Basków, deputowany do Parlamentu Europejskiego VIII kadencji, parlamentarzysta krajowy.

## Życiorys
Ukończył studia prawnicze na Universidad de Deusto w Bilbao. Specjalizował się w prawie gospodarczym, był m.in. dyrektorem firmy ubezpieczeniowej, później przeszedł do branży konsultingowej. Zaangażowany w działalność polityczną, działał w partii liberalnej, a następnie w Partii Ludowej. Pełnił funkcję radnego Bilbao (1983–1987) i sekretarza generalnego ludowców w Kraju Basków. W latach 1990–1992 i ponownie od 1994 do 2007 sprawował mandat deputowanego do baskijskiego parlamentu regionalnego IV, V, VI, VII i VIII kadencji. W 2007 opuścił Partię Ludową, przystępując do ugrupowania Związek, Postęp, Demokracja. W 2014 z ramienia tej partii został wybrany na eurodeputowanego VIII kadencji. Wkrótce opuścił UPyD, wstępując do Obywateli. W listopadzie 2015 złożył mandat europosła w związku ze startem w wyborach krajowych, w wyniku których został wybrany w skład Kongresu Deputowanych. Mandat poselski utrzymał również w przedterminowych wyborach w 2016.
Jest również aktywnym publicystą, autorem książek m.in. Conflicto en Chemical (1993), Últimos días de Agosto (1995), El doble viaje de Agustín Ceballos (1999), Sin perder la dignidad: diario de un parlamentario vasco del PP (2001), Bilbao en gris (2003), Lakua: kosas ke okurrieron (2012).